# Garovaglia sciuroides
Garovaglia sciuroides là một loài rêu trong họ Pterobryaceae. Loài này được (Hook.) Mitt. mô tả khoa học đầu tiên năm 1882.